# James Peebles
Phillip James Edwin Peebles OM FRS (født 25. april 1935) er en canadisk-amerikansk astrofysiker, astronom og teoretisk kosmolog, der er Albert Einstein Professor of Science, Emeritus, på Princeton University. Han er siden 1970 blevet betragtet som en af verdens ledende teoretisk kosmologer, og han har bidraget med store teoretiske opdagelser inden for Big Bang-nukleosyntese, mørkt stof, kosmisk baggrundsstråling og grundstofdannelse.
Peebles modtog halvdelen af nobelprisen i fysik i 2019 for sine teoretiske opdagelser i fysisk kosmologi. Han delte den med Michel Mayor og Didier Queloz for deres opdagelse af en exoplanet, der cirkulerer omkring en sollignende stjerne. Under sit foredrag i forbindelse med prisen udtalte Peebles, at han ikke foretrækker "Big Bang-teori", da "det antyder tilstedeværelsen af en begivenhed og et sted, hvilket er ganske forkert." Mens meget af hans forskning omhandler universets udvikling efter de første få sekunder, så er han mere skeptisk overfor, hvad vi kan vide om de allerførste øjeblikke, og han har udtalt "Det er meget uheldigt at man tænker på begyndelsen, når vi i virkeligheden ikke har nogen god teori om noget som begyndelsen."
Peebles var i 2004 den første modtager af Shawprisen ("Østens Nobel-pris") i astronomi.
Peebles beskriver sig selv som agnostiker.